# Comment je suis devenu voyageur
Albums de Les Ogres de Barback
Pitt Ocha au Pays des Mille Collines La Fabrique à chansons
Comment je suis devenu voyageur est le douzième, (ou dixième selon une autre source) album des Ogres de Barback, sorti en 2011.

## Titres
| No  | Titre                             | Durée |
| --- | --------------------------------- | ----- |
| 1.  | Comment je suis devenu voyageur   | 04:00 |
| 2.  | Nos vies en couleurs              | 01:39 |
| 3.  | Entre tes saints                  | 03:06 |
| 4.  | Marcelle de Sarcelles             | 02:34 |
| 5.  | Graine de brigand                 | 02:51 |
| 6.  | Je n'suis pas courageux           | 04:24 |
| 7.  | Elle fait du zèle (pauvre France) | 04:50 |
| 8.  | Ma tête en mendiant               | 05:15 |
| 9.  | Petite Fleur                      | 02:53 |
| 10. | J'm'élance                        | 02:58 |
| 11. | Donc je fuis                      | 04:04 |
| 12. | Cœur arrangé                      | 04:03 |
| 13. | Palestine confession              | 03:48 |
| 14. | Le Daron                          | 03:39 |
| 15. | L'Ennui et le jour                | 03:35 |
| 16. | Non remontant                     | 03:36 |